# キリル・メトコフ
キリル・メトコフ（Kiril Metkov、1965年2月1日-）は、ブルガリア・ソフィア出身の元ブルガリア代表のサッカー選手。現役時代のポジションはMF。

## 経歴
地元ソフィアの中堅クラブであるロコモティフ・ソフィアでキャリアをスタートし、ロコモティフで9年の長きに渡り活躍し、クラブの看板選手となる。CSKAソフィア時代の1992/93シーズンにはボバン・バブンスキーとチームメイトであった。
Jリーグ開幕年の1993年シーズン途中にガンバ大阪に加入した。現役のブルガリア代表のドリブラーという触れ込みで、ソビエト連邦代表の司令塔セルゲイ・アレイニコフと共に中盤を任せられる大物外国人コンビと大いに期待されるが、Jリーグ入り後は怪我がちでほとんど試合に出場することはなかった。

## 所属クラブ
- 1983年 - 1992年  ロコモティフ・ソフィア （ブルガリアリーグ216試合43得点）
- 1992年 - 1993年  CSKAソフィア （ブルガリアリーグ41試合27得点）
- 1993年 - 1994年  ガンバ大阪 （Jリーグ10試合2得点）
- 1995年 - 1996年  スラヴィア・ソフィア （ブルガリアリーグ7試合0得点）

## 個人成績
| 国内大会個人成績 | 国内大会個人成績 | 国内大会個人成績 | 国内大会個人成績 | 国内大会個人成績 | 国内大会個人成績 | 国内大会個人成績 | 国内大会個人成績 | 国内大会個人成績 | 国内大会個人成績 | 国内大会個人成績 | 国内大会個人成績 |
| 年度             | クラブ           | 背番号           | リーグ           | リーグ戦         | リーグ戦         | リーグ杯         | リーグ杯         | オープン杯       | オープン杯       | 期間通算         | 期間通算         |
| 年度             | クラブ           | 背番号           | リーグ           | 出場             | 得点             | 出場             | 得点             | 出場             | 得点             | 出場             | 得点             |
| 日本             | 日本             | 日本             | 日本             | リーグ戦         | リーグ戦         | リーグ杯         | リーグ杯         | 天皇杯           | 天皇杯           | 期間通算         | 期間通算         |
| ---------------- | ---------------- | ---------------- | ---------------- | ---------------- | ---------------- | ---------------- | ---------------- | ---------------- | ---------------- | ---------------- | ---------------- |
| 1993             | G大阪            | -                | J                | 10               | 2                | 7                | 2                | 2                | 0                | 19               | 4                |
| 1994             | G大阪            | -                | J                | 0                | 0                | 0                | 0                | 0                | 0                | 0                | 0                |
| 通算             | 日本             | 日本             | J                | 10               | 2                | 7                | 2                | 2                | 0                | 19               | 4                |
| 総通算           | 総通算           | 総通算           | 総通算           | 10               | 2                | 7                | 2                | 2                | 0                | 19               | 4                |

## 代表歴

### 試合数
- 国際Aマッチ 9試合（1989年-1993年）[1]

| ブルガリア代表 | 国際Aマッチ | 国際Aマッチ |
| 年             | 出場        | 得点        |
| -------------- | ----------- | ----------- |
| 1989           | 1           | 0           |
| 1990           | 0           | 0           |
| 1991           | 3           | 0           |
| 1992           | 2           | 0           |
| 1993           | 3           | 0           |
| 通算           | 9           | 0           |